# Zastava Florida
La Zastava Florida (Yugo Sana sul mercato britannico) è un'automobile prodotta dal 1988 al 2008 dalla Zastava.

## Prima serie (1988-2002)
Fu lanciata nel 1988 per affiancare le 128 e Zastava Skala 55 come berlina del segmento c ed era disponibile solo in versione 5 porte.
Pur mantenendo (durante il lancio) gli interni e i motori della "128", presenta una carrozzeria di tipo hatchback in linea con la più moderna produzione dell'epoca.
Il progetto stilistico, realizzato dalla Italdesign Giugiaro, era stato ripreso dalla proposta studiata per la Fiat Tipo, cui era stata preferita la soluzione presentata dalla I.De.A Institute.
Erano disponibili anche le versioni pick-up e Poly (pick-up con una copertura di 2 metri bianca).

## Seconda Serie (2002-2008)
Nel 2002 anche in Serbia si notò l'invecchiamento della Florida, quindi si decise di farne una nuova versione. Due le varianti: Berlina 5 porte e Caravan.
La Seconda serie in confronto alla prima ha subito notevoli cambiamenti: nuovi fari anteriori doppi sporgenti e fari posteriori tripli a cerchio per la berlina e per la caravan doppi fari anteriori piccoli ma personali e fari posteriori raccolti in ogni lato.
Durante il periodo di ripresa della produzione, dopo il bombardamento della fabbrica di Kragujevac di aprile 1999, la FIAT sospese la fornitura di motori per ricuperare i 77 milioni $ di crediti lasciati dai dirigenti serbi prima del conflitto. Allora la Zastava cercò di rivolgersi presso altri costruttori e fece un tentativo con nuovi motori 1.3 Peugeot da 60cv e 1.9 diesel Peugeot da 70cv. Con la ripresa di buone relazioni con la Fiat, i motori Fiat tornarono su tutti i modelli Yugo/Zastava.
L'ultimo modello è uscito dalla fabbrica il 20 novembre 2008. Globalmente sono stati prodotti meno di 30.000 esemplari.